# Arroyo Grande Número Uno
Arroyo Grande Número Uno är en ort i Mexiko.   Den ligger i kommunen Papantla och delstaten Veracruz, i den sydöstra delen av landet, 230 km nordost om huvudstaden Mexico City. Arroyo Grande Número Uno ligger 142 meter över havet och antalet invånare är 275.
Terrängen runt Arroyo Grande Número Uno är huvudsakligen platt, men åt sydost är den kuperad. Runt Arroyo Grande Número Uno är det ganska tätbefolkat, med 179 invånare per kvadratkilometer. Närmaste större samhälle är Papantla de Olarte, 11,3 km sydväst om Arroyo Grande Número Uno. Omgivningarna runt Arroyo Grande Número Uno är huvudsakligen savann.